# Uilenstekelrat
De uilenstekelrat (Carterodon sulcidens)  is een zoogdier uit de familie van de stekelratten (Echimyidae). De wetenschappelijke naam van de soort werd voor het eerst geldig gepubliceerd door Lund in 1841.

## Voorkomen
De soort komt voor in het oosten van Brazilië.